# Шаррельман, Генрих
Генрих Людвиг Фридрих Шаррельман (нем. Heinrich Scharrelmann ; 1 декабря 1871, Бремен — 31 августа 1940, Лейпциг) — немецкий педагог, прозаик, реформатор, один из представителей педагогики личности.

## Биография
Сын бакалейщика, с 1886 по 1891 год учился в Бременском педагогическом колледже вместе с Фрицем Гансбергом.
Получил педагогическое образование, до 1909 г. работал в качестве учителя в школах Бремена и Гамбурга.
Г. Шаррельмана не устраивала система обучения, реализуемая в государственных школах, что вызывало протесты педагога. В связи с этим педагога уволили. В 1909 году занял пост редактора журнала der Reformer Roland . В 1916—1917 году служил солдатом в Лотарингии. Затем некоторое время работал в исправительной школе в Майнце.
Стал активно заниматься литературным трудом.
Считал, что сможет реализовать свои реформистские идеи в Национал-социалистическом союзе учителей (NSLB) и в НСДАП. С 1931 участвовал в национал-социалистической агитации . С марта по май 1933 года некоторое время был советником-специалистом по системе начальной школы в Бремене. Однако его работа, вероятно, ограничивалась «чисткой» школьных библиотек. В 1939 году вышел из партии.
С 1919 до 1926 гг. был руководителем в одной из школ города Бремена.
Критикуя современную ему школу за схоластичность обучения, стремился обновить её воплощением в жизнь педагогических приципов Песталоцци, хотя далеко отошёл от его взглядов.
Генрих Шаррельман поставил целью найти стимулы к познанию, которые увлекали бы детей, независимо от их задатков и давали бы им возможность продуктивно овладевать учебным материалом. Таким стимулом он считал переживание актуального энтузиазма. Также Шаррельман был убеждён, что актуальный интерес, овладевающий учащимися, даёт им возможность быстро и качественно пройти значительный объем материала, причем в поисковой и игровой формах. Он не ожидал самопроизвольного возникновения факторов стимулирования актуального интереса, а искусно создавал их. Большое значение придавал средствам художественного воспитания.
На протяжении педагогической деятельности критиковал традиционную народную школу, в частности, жёсткую регламентацию деятельности педагога и учащихся. Придерживался позиций свободного воспитания, активности в обучении. Руководство детьми понимал как сотрудничество, носящее тактичный характер. Отрицал планирование учебного процесса и его методики и отстаивал свободное творчество учителя.
Автор книги «Трудовая школа» (1909) и ряда произведений для детей и юношества.

## Избранные публикации
- Herzhafter Unterricht. 1902
- Aus Heimat und Kindheit und glücklicher Zeit. Band 1, 1903; Band 2, 1926; Band 3, 1925; Band 4, 1927
- Weg zur Kraft. 1904
- Heute und vor Zeiten. 1905
- Im Rahmen des Alltags. 1908
- Fröhliche Kinder. 1906 (Digitalisat).
- Der Geburtstag. 1907
- In der Zeichenstunde. 1908
- Berni als kleiner Junge. Hamburg, Janssen: 1908
- Goldene Heimat. 1908
- Aus meiner Werkstatt. 1909
- Berni aus seiner ersten Schulzeit. 1912
- Berni im Seebade. 1912
- Der Däumling. 1912
- Erlebte Pädagogik. 1912
- Pinkepanks Weihnachten. 1912
- Das Malen und Zeichnen. 1913
- Plaudereien über mein Leben und Schaffen. 1913
- Die Großstadt. Eine Sammlung belehrender Jugendschriften. 1914
- Produktive Geometrie. 1914
- Aus der Geschichte einer alten deutschen Stadt. 1914
- Die Tarnkappe. 1917
- Berni im Seebade. 1918
- Die Technik des Schilderns und Erzählens. 1919
- In Popenburg. 1921
- Plaudereien über mein Leben und Schaffen. 1921
- Sonniger Alltag. 1921
- Berni lernt Menschen kennen. 1922
- Aus meiner Werkstatt. 1922
- Religion von der Straße. 1922
- Bausteine für intime Pädagogik. Heft 1, 1922; Heft 2, 1922; Heft 3, 1923; Heft 4, 1924; Heft 5, 1924
- Von der großen Umkehr. 1924
- Berni. Ein kleiner Junge. Was er sah und hörte als er noch nicht zur Schule ging. 1926
- Berni lernt Menschen verstehen. 1926
- Hexe Kaukau. 1926, online-Ausgabe der DNB
- Billi der Hund. 1927
- Vom strahlenden Leben. 1927
- Die Kunst der Vorbereitung auf den Unterricht. 1928
- Inges Weihnachten. 1928
- Der Kindergarten. 1929
- So hab ich´s gemacht. 1929
- Der große Garten. 1932
- Elli. 1932
- Elli im Harz. 1932
- Kickerick. 1932
- Körners Kinder. 1932
- Im Herbst. 1933
- Von der Lernschule über die Arbeitsschule zur Charakterschule. 1937